# Dart Moraine
Dart Moraine är en kulle i Antarktis. Den ligger i Östantarktis. Australien gör anspråk på området. Toppen på Dart Moraine är 416 meter över havet.
Terrängen runt Dart Moraine är kuperad åt sydväst, men åt nordost är den platt. Trakten är obefolkad. Det finns inga samhällen i närheten. 